# DumDum (canal de televisão)
O DumDum (anteriomente ZooMoo Kids) é um canal infantil de televisão por assinatura brasileira pertencente à Stenna International LLC. Sua programação é direcionada a crianças em fase pré-escolar, entre 0 a 8 anos, composta por produções nacionais e internacionais de viés educativo.

## História

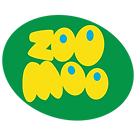
Primeiro logotipo do canal, usado entre 2013 e 2015

Em 2012, as empresas de biologia Beach House Pictures e NHNZ, de Singapura e da Nova Zelândia, firmaram um acordo com a empresa de telecomunicações DirecTV para criar o canal de televisão infantil e estreá-lo na operadora Sky, em 2013. O canal estreou nessa operadora, operado pela Chello Latin America (uma divisão da Chellomedia), assim como o canal irmão MGM Channel.
Foi fundado em 11 de setembro de 2013 pelas empresas Blue Ant Media, do Canadá, Beach House Pictures, de Singapura e Natural History New Zealand (NHNZ), da Nova Zelândia. Sua transmissão foi iniciada na Sky, canal 103 (hoje, canal 52). É um canal infantil de televisão por assinatura. É o segundo canal brasileiro de espaço qualificado (CaBEQ) infantil aprovado pela Ancine. O ZooMoo transmitia programação própria, inédita e exclusiva de produtoras nacionais e internacionais. No Brasil e na América Latina, foi operado pela AMC Networks International Latin America (anteriormente Chello Latin America). Suas séries são produzidas em colaboração com a produtora Canal Azul, do mergulhador e documentarista Lawrence Whaba.

Segundo logotipo do canal, usado entre 2015 e 2019

Em 2014, com a renomeação da Chellomedia para AMC Networks, o canal sofreu algumas alterações na programação e chamadas e seu sinal internacional para a Ásia e a Oceania foi aberto, é programado internacionalmente pela Blue Ant Media desde 2016, com a compra da Beach House Pictures pela empresa.
Em janeiro de 2020, a programadora anunciou que o canal seria substituído na operadora Nossa TV no dia 21 de Fevereiro de 2020, o que gerou um mal entendido que dizia que o canal iria deixar de existir em todas as operadoras, mas a programadora logo negou o fim do canal.
Em março de 2020, o canal mudou de nome para ZooMoo Kids e também mudou de logo. No mesmo mês a operadora Claro/NET anunciou a saída do canal em 31 de março no serviço via fibra, junto com o canal irmão Love Nature, porém os canais permaneceram, e ficaram por tempo ilimitado na operadora. Posteriormente, o Love Nature seria encerrado no Brasil, enquanto que o ZooMoo Kids permaneceu.
No dia 24 de novembro de 2020, a empresa Stenna International LLC, pertencente à Stenna, anunciou a aquisição do canal da Blue Ant Media.
Em junho de 2025, o canal passou por um novo rebranding de nome para DumDum e também estreou uma nova identidade visual. Apesar da alteração no nome e na identidade visual, o canal preservou grande parte de sua grade de programação original, incluindo séries populares como Gato Galactico, Meu Amigãozão e Peixonauta.